# 1981 au Québec
Cet article traite des événements survenus en 1981 au Québec. Sur le plan politique, l'année est marquée par la nuit des Longs Couteaux qui a mené au rapatriement de la Constitution canadienne sans l'accord du Québec.

## Événements

### Janvier
- 9 janvier : Roch La Salle est nommé chef de l'Union nationale[1].
- 19 janvier : Québec annonce que les Cris et les Inuits auront leurs propres corps policiers dès 1985[2].
- 29 janvier : le comité des relations extérieures de la Chambre des communes britannique recommande à celle-ci le rejet du projet de rapatriement de la Constitution[3].

### Février
- 3 février : la Cour d'appel du Manitoba statue que le gouvernement fédéral peut rapatrier la Constitution sans l'accord des provinces[4].
- 5 février - Lise Payette annonce son retrait de la vie politique[5].
- 12 février : une pétition de 700 000 signataires s'opposant à un rapatriement de la Constitution sans l'accord du Québec est remise à René Lévesque[6].
- 27 février : Louis O'Neill annonce son retrait de la vie politique[1].

### Mars
- 5 mars : la Cour d'appel du Québec déclare que le projet du gouvernement d'exproprier l'Asbestos Corporation est légal[7].
- 10 mars : Jacques Parizeau présente son cinquième budget dont le déficit s'élève à 2,97 milliards de dollars. La taxe de vente sur les réfrigérateurs et les cuisinières est abolie. Le paquet de cigarettes augmente de 4 cents[8].
- 12 mars : René Lévesque annonce des élections générales pour le 13 avril[9].
- 16 mars : la Cour suprême du Canada maintient la décision de la Cour d'appel concernant l'expropriation de l'Asbestos Corporation[10].
- 19 mars : Florent Cantin est reconnu coupable de l'incendie de Chapais. Il écopera de 8 ans de prison, peine qui sera ensuite diminuée à 2 ans[11].
- 25 mars : Jacques Parizeau déclare que l'Asbestos a jusqu'au 31 mars pour lui signifier son intention de négocier sinon il entreprendra les procédures d'expropriation[12].
- 31 mars : la Cour d'appel de Terre-Neuve (en) statue qu'Ottawa ne peut rapatrier la Constitution sans l'accord des provinces[13].

### Avril
- 1er avril : le salaire minimum au Québec est augmenté à 3,85 $[14].
- 2 avril : le nouveau Code civil du Québec entre en vigueur. Celui-ci reconnait enfin l'égalité juridique complète des conjoints dans un mariage[15].
- 3 avril : 
  - Louis-Albert Vachon succède à Maurice Roy comme archevêque de Québec[16].
  - la commission Beaudry dépose son rapport sur le drame de Belmoral, une mine de Val-d'Or où 8 mineurs ont trouvé la mort en mai 1980. Ses conclusions démontrent que les dirigeants de la mine sont les responsables de la catastrophe, car ils ont fait preuve de négligence coupable[17].
- 7 avril : première du film Les Plouffe, réalisé par Gilles Carle. Le scénario est tiré du roman de Roger Lemelin et raconte l'histoire d'une famille ouvrière de la Basse-ville de Québec à la veille de la Seconde Guerre mondiale[18].
- 8 avril : Pierre Trudeau soumet son projet de rapatriement unilatéral de la Constitution à la Cour suprême[19].
- 9 avril : le chanteur Claude Dubois est arrêté et accusé de trafic d'héroïne[20].
- 13 avril : le Parti québécois remporte les élections générales avec 80 comtés et 49 % du vote. Le Parti libéral obtient 42 sièges et 46 % du vote. L'Union nationale est de nouveau rayée de la carte[21].

- 15 avril : la Cour d'appel du Québec déclare que le projet Trudeau est légal[19].
- 17 avril : 
  - les premiers ministres provinciaux se rencontrent et signent un accord sur les conditions préalables au rapatriement de la Constitution. René Lévesque consent à abandonner le droit de veto québécois contre un droit de retrait avec compensation[22].
  - premier match du Manic de Montréal au Stade olympique de Montréal[23].
- 30 avril : René Lévesque annonce un remaniement ministériel. Jean-François Bertrand devient ministre des Communications. Jacques Parizeau est délesté du Conseil du trésor dont la responsabilité échoit à Yves Bérubé[1]

### Mai
- 19 mai : ouverture de la première session de la 32e législature. Le discours du Trône met l'accent sur le développement économique du Québec[1].
- 25 mai : le felquiste Marc Carbonneau retourne au Québec après près de 11 ans d'exil[24].

### Juin
- 12 juin : Le Devoir reprend sa publication après deux mois de grève de ses employés. Elle avait commencé le 6 avril[25].
- 18 juin : la session parlementaire est prorogée[26].
- 19 juin - La jeune chanteuse Céline Dion, 13 ans, fait sa première apparition publique à la télévision lors d'une émission animée par Michel Jasmin. Deux millions de téléspectateurs la regardent[27].
- 21 juin : Gilles Villeneuve remporte le Grand Prix automobile d'Espagne de Formule 1[28].
- 24 juin : un défilé de la Saint-Jean a lieu à Montréal pour la première fois depuis le Lundi de la matraque de 1968[29].

### Juillet
- 5 juillet : Claude Dubois est reconnu coupable de trafic d'héroïne[30].
- 20 juillet : une fusillade éclate à Restigouche impliquant la Sûreté du Québec et les Micmacs. La réserve indienne est en crise depuis l'imposition de permis de pêche aux Indiens par Québec[31].

### Août
- 4 août : Camil Samson annonce qu'il met fin à sa carrière politique. Il avait été candidat libéral défait lors des dernières élections[32].
- 8 août Le magasin Le Syndicat de Québec ferme définitivement ses portes[33].
- 13 août : les premiers ministres provinciaux se rencontrent à Ottawa et discutent de la situation économique qui ne fait que s'aggraver depuis quelques mois[34].
- 15 août Le magasin Paquet,situé sur la rue St-Joseph à Québec, ferme définitivement ses portes[33].
- 25 août : le rapport McDonald rend public son rapport sur les activités illégales de la Gendarmerie royale du Canada[35].

### Septembre
- 4 septembre : l'Association des hôpitaux dénonce les dernières restrictions budgétaires dans la santé. Selon elle, ces compressions se traduiront par l'abolition de 6 000 postes et une réduction des services directs à la population[36].
- 21 septembre : Paul Rose est mis en liberté pour 48 heures[37].
- 28 septembre : la Cour suprême du Canada statue que le rapatriement unilatéral de la Constitution est légal mais non légitime s'il n'obtient pas le consentement d'un nombre « substantiel » de provinces[38].
- 29 septembre : René Lévesque convoque l'Assemblée nationale pour déposer une motion demandant à Ottawa de renoncer à un rapatriement unilatéral. C'est le début de la deuxième session de la 32e législature[39].

### Octobre
- 1er octobre : le salaire minimum au Québec est augmenté à 4 $ par l'heure[14].
- 2 octobre : la motion Lévesque est votée à 111 voix contre 9. La session spéciale est ensuite prorogée[40].
- 4 octobre : Martine St-Clair est la révélation de l'année au troisième Gala de l'ADISQ. Diane Tell remporte 4 trophées dont celui d'interprète féminine de l'année[41].
- 9 octobre : Québec annonce que l'Asbestos Corporation sera expropriée le 20 novembre si les négociations n'aboutissent pas[42].
- 19 octobre : pour la première fois, les Expos de Montréal participent à une série de championnat de la Ligue nationale de baseball qu'ils perdent contre les Dodgers de Los Angeles[43].
- 20 octobre : Pierre Trudeau convoque une conférence fédérale-provinciale pour le 2 novembre[44].
- 28 octobre : Québec annonce un trou de 400 millions de dollars dans le budget. D'autres coupures sont à prévoir[45].

### Novembre
- 2 au 5 novembre : conférence fédérale-provinciale sur la Constitution. À la suite de ce que l'on a appelé depuis la nuit des longs couteaux (soirée du 4 novembre 1981), le gouvernement fédéral parvient à une entente avec les provinces, sauf le Québec. La Constitution sera rapatriée et assortie d'une Charte des droits et d'une formule d'amendement. La demande du droit de retrait avec pleine compensation a été abandonnée. René Lévesque, amer, parle de « trahison honteuse » et de « tromperie ». Il s'oppose aux articles concernant la mobilité de la main-d'œuvre, qui risque de compromettre les programmes provinciaux de création d'emplois pour les résidents québécois, ainsi qu'aux dispositions sur les droits des minorités linguistiques dans l'éducation, qui peuvent rendre illégales certaines dispositions de la Charte de la langue française[46]. (Voir aussi : Conférence constitutionnelle de 1981).

- 9 novembre : ouverture de la troisième session de la 32e législature. Lors de son discours du Trône à l'Assemblée nationale, René Lévesque souligne la gravité de la situation économique et parle pour la première fois de remettre en question les conventions collectives[1].
- 11 novembre : fondation de la Société Alzheimer de Montréal[47].

### Décembre
- 2 décembre : l'accord constitutionnel est ratifié à la Chambre des communes. À Québec, le drapeau est en berne[48].
- 4 décembre : Statistiques Canada annonce que le Québec a perdu 67 000 emplois en un an. Le taux de chômage était à 11,5 % en novembre[49].
- 6 décembre : le congrès du Parti québécois met au rancart la notion d'association et adopte une résolution énonçant qu'un gouvernement péquiste proclamerait l'indépendance du Québec sans avoir obtenu une majorité absolue des voix advenant une victoire électorale. Lévesque menace de démissionner[50].
- 13 décembre : René Lévesque annonce un référendum interne auprès des militants du PQ pour faire annuler les résolutions controversées du congrès[51].

## Naissances
- Carole Mallette (ingénieure, femme d'affaires et femme politique)
- Fred-Éric Salvail (acteur)
- Kateri Champagne Jourdain (femme d'affaires et femme politique)
- Marie-Belle Gendron (femme politique)
- 10 février - Natasha St-Pier (chanteuse)
- 16 février - Stéphane Veilleux (joueur de hockey)
- 27 avril - Roberto Bissonnette (joueur de hockey sur glace, chanteur et homme d'affaires) († 4 septembre 2016)
- 19 mai - Georges St-Pierre (pratiquant)
- 5 juin - Sébastien Lefebvre (guitariste)
- 16 juin - Alexandre Giroux (joueur de hockey)
- 17 juin - Maxime Ouellet (joueur de hockey)
- 21 juin - Yann Danis (joueur de hockey)
- 26 juin - Marc H. Plante (homme politique)
- Juillet - Mélissa Désormeaux-Poulin (actrice)
- 9 juillet - Kimveer Gill (tueur du college Dawson) († 13 septembre 2006)
- 18 août - Guillaume Champoux (acteur)
- 29 août - Geneviève Jeanson (cycliste)
- 30 août - Sébastien Tremblay (blogueur)
- 4 septembre - Martine Desjardins (militante et femme politique)
- 12 décembre - André Fortin (homme politique)
- 14 décembre - Émilie Heymans (plongeuse)

## Décès
- Louis-Philippe Audet (historien) (º 16 novembre 1903)
- 2 janvier - Rose Rey-Duzil (actrice) (º 28 décembre 1895)
- 5 janvier - Lomer Brisson (avocat et homme politique) (º 6 décembre 1916)
- 21 janvier - Rose Rose (militante) (º 2 novembre 1914)
- 22 février - Ti-Blanc Richard (violoniste) (º 13 août 1920)
- 19 mars - Marcel Cadieux (ambassadeur) (º 17 juin 1915)
- 10 avril - George Marler (homme politique) (º 14 septembre 1901)
- 2 mai - Georges-Adélard Auger (barbier et homme politique) - (mort en Ontario) (º 11 août 1893)
- 9 mai - Jacques Blanchet (auteur-compositeur-interprète) (º 17 avril 1931)
- 24 mai - Charles-Émile Gadbois (prêtre) (º 1er juin 1906)
- 13 juin - Glendon Pettes Brown (homme politique)  (º 6 décembre 1914)
- 1er juillet - Nana de Varennes (actrice) (º 4 février 1887)
- 15 juillet - Frédéric Dorion (homme de loi) (º 23 août 1898)
- 20 juillet - Roger Doucet (chanteur) (º 21 avril 1919)
- 26 octobre - Marie Uguay (poète) (º 22 avril 1955)
- 3 novembre - Thérèse Casgrain (militante féministe) (º 10 juillet 1896)

### Articles généraux
- Chronologie de l'histoire du Québec (1960 à 1981)
- L'année 1981 dans le monde
- 1981 au Canada

### Articles sur l'année 1981 au Québec
- Élection générale québécoise de 1981
- Conférence constitutionnelle de la dernière chance
- Rapatriement de la Constitution du Canada
- Liste des lauréats des prix Félix en 1981